# 16930 Respighi
16930 Respighi è un asteroide della fascia principale. Scoperto nel 1998, presenta un'orbita caratterizzata da un semiasse maggiore pari a 3,2424140 UA e da un'eccentricità di 0,1529095, inclinata di 3,10884° rispetto all'eclittica.
L'asteroide è stato così nominato in onore dell'astronomo italiano Lorenzo Respighi.